# Années 450 av. J.-C.
Les années 450 av. J.-C. couvrent les années de 459 av. J.-C. à 450 av. J.-C.

## Événements
- Guerres de Rome contre les Eques (463, 462, 461, 460, 457, 456, 453, 447, 446, 443), les Volsques (461, 457, 446, 443) et les Sabins (458, 456, 447, 446). Chaque année, pendant plus d’un siècle, au printemps, ennemis de Rome ou Romains, selon qu’il s’agit d’attaques ou de représailles, partent pour le pillage, dévastent le pays de l’adversaire, brûlent ses récoltes, et chargés ou non de butin, rentrent chez eux. La proximité du théâtre des combats (banlieue de Rome ou dans des cas exceptionnels, la vallée moyenne de l’Arno, le mont Algide, la région de Labicum, à une distance d’environ 25 km) et la médiocrité des contingents explique le caractère modeste et le renouvellement des hostilités[1].

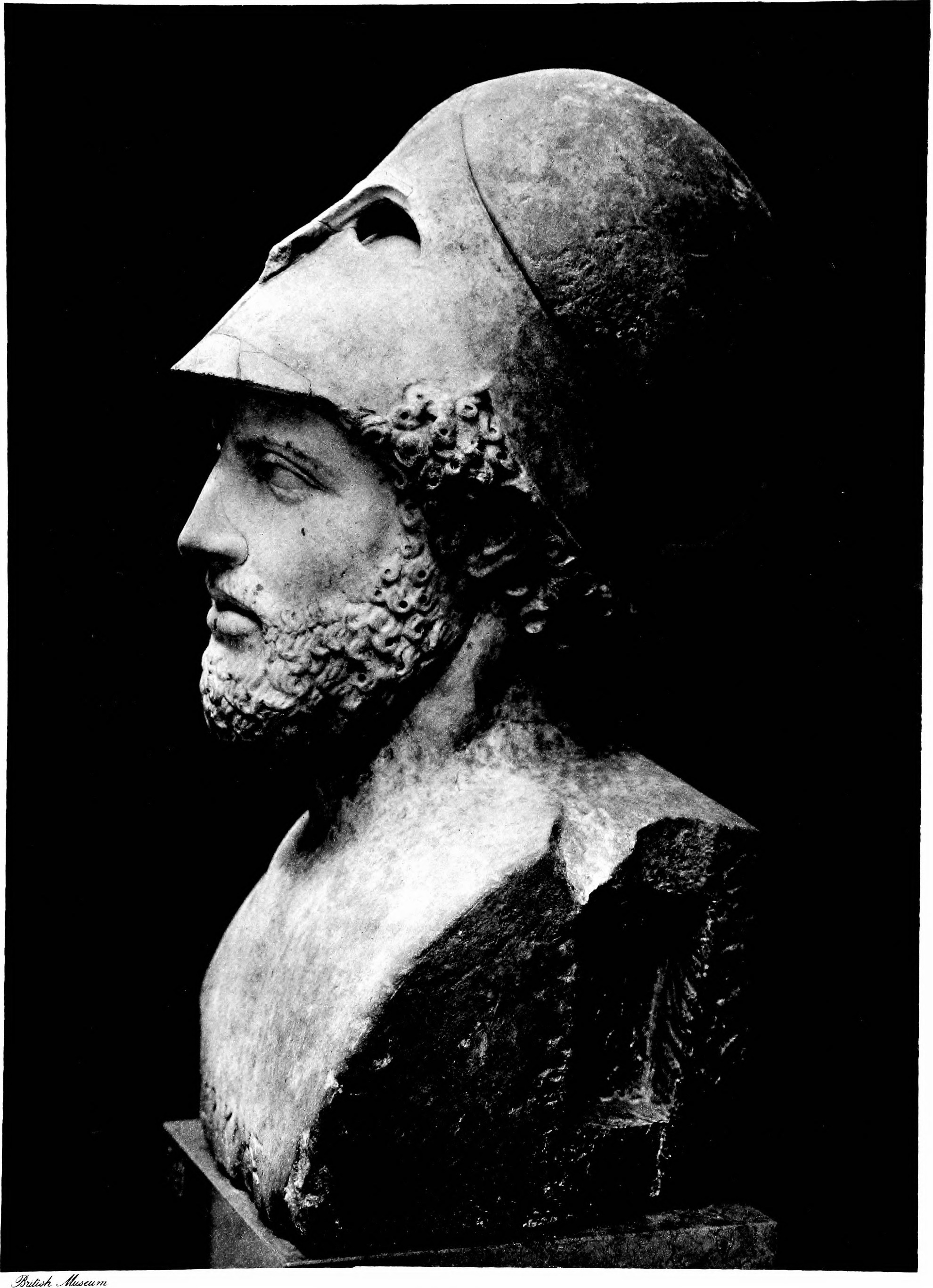
Buste de Périclès.

- 461 av. J.-C. : Périclès, (495-429), s’installe au pouvoir à Athènes[2]. Il est désigné chef du parti démocratique avant d’être élu, puis réélu stratège pendant 15 ans. Début de l’hégémonie d’Athènes en Grèce (fin en 404 av. J.-C.). La plus puissante des cités grecques atteint son apogée. C’est le début d’une phase d’entreprises politiques et impérialistes qui finissent par excéder les forces de la cité. Ainsi Athènes s’allie à  Argos, traditionnelle ennemie de Sparte (461 av. J.-C.), puis à Mégare contre Corinthe (459 av. J.-C.), tente en vain de conquérir l’Égypte perse (459-454 av. J.-C.), s’empare d’Égine (457-456 av. J.-C.) et de Chypre (449 av. J.-C.).
- 460-420 av. J.-C.  : carrière du sculpteur Polyclète[3].
- 455-403  av. J.-C. : archives des Murashû, banquiers à Nippur. Elles permettent d’entrevoir la situation économique de l’époque achéménide : la Babylonie est accablée par l’inflation. Le coût de la vie a doublé en un siècle, sans que les salaires n’augmentent. La population est fortement endettée, ce qui profite aux usuriers qui prêtent à 40 ou 50 % d’intérêt[4].
- Vers 455 av. J.-C. : début de la carrière du sophiste Protagoras à Athènes[5].
- 451-449 av. J.-C. : promulgation de la Loi des Douze Tables à Rome par les Decemviri (premier droit écrit)[6]. Douze tables de bronze sont érigées sur le forum. Elle institue le droit de propriété réservé au pater familias. La propriété collective des familles patriciennes fait place progressivement à la propriété individuelle[7]. Le nombre des familles patriciennes augmente.

- Vers 450 av. J.-C. :
  - Hérodote visite l’Égypte. Il avance jusqu’à Eléphantine, qu’il décrit comme la frontière entre l’Égypte et l’Éthiopie. Il mentionne Méroé et rencontre des Méroïtes à Assouan[8].
  - le navigateur carthaginois Himilcon reconnaît la côte atlantique jusqu’aux Îles Britanniques (Cassitérides) à la recherche de l’étain. Il fait un récit effrayant de son voyage des colonnes d’Hercule aux îles Œstrymnides. Il aurait atteint la Cornouaille (île des Albiones) et l’Irlande (il décrit les currachs irlandais)[9].
  - le Doryphore, statue en bronze de Polyclète[5].

## Personnages significatifs
- Périclès
- Cimon
- Hérodote
- Doukétios, hégémon des Sicules.